# Tehuitzingo, Guerrero
Tehuitzingo är en ort i Mexiko.   Den ligger i kommunen Tecoanapa och delstaten Guerrero, i den södra delen av landet, 280 km söder om huvudstaden Mexico City. Tehuitzingo ligger 216 meter över havet och antalet invånare är 392.
Terrängen runt Tehuitzingo är kuperad norrut, men söderut är den platt. Runt Tehuitzingo är det ganska glesbefolkat, med 42 invånare per kvadratkilometer. Närmaste större samhälle är Ayutla de los Libres, 8,5 km öster om Tehuitzingo. Omgivningarna runt Tehuitzingo är en mosaik av jordbruksmark och naturlig växtlighet.